# Загальна психологія з фізіогномікою в ілюстрованому викладі
«Загальна психологія з фізіогномікою в ілюстрованому викладі» — книга українського психолога та психіатра І. О. Сікорського (1842—1919).

## Історія створення
У 1912 році вийшло друге видання книги. За перше видання, опубліковане у 1904 році, автор отримав у 1907 році премію імені П. М. Юшенова Імператорської Військово-Медичної академії.
Робота була відібрана з шести номінантів комісією під головуванням В. М. Бєхтєрєва.
Премію, згідно з положенням про неї, присуджували через кожні п'ять років за найвидатніші відкриття чи роботи з медичних наук. Розмір премії — 3400 рублів, досить великий за мірками того часу.

## Короткий зміст
Книга Сікорського є енциклопедичним виданням. Вона спирається на докладні дані з історії світобудови, фізики, біології, антропології, анатомії, фізіології та патології нервової системи.
Виклад основ психології охоплює широке коло проблем психічних процесів (передусім — мислення), емоцій та почуттів, вольової сфери, інстинктів, характеристик особистості (сутність свідомості, типи індивідуальності). Окремими нарисами є психологічні характеристик душі дитини і душі тварин, що є прообразом таких наукових галузей як вікова психологія та порівняльна психологія.
Найбільшим розділом книги є учіння про фізіогноміку як психологічну морфологію та діагностику. Автор розглядає загальну, антропологічну та патологічну фізіогноміку, фізіогноміку волі, почуттів, характеру. Досить цікавим є фізіогномічний аналіз таких форм поведінки, як наближення, зближення, що передбачує деякі положення науки про поведінку етології. Цікавим результатом є опис фізіогномічних типів професій.
Книга містить велику кількість ілюстрацій (330), що є чудовим доповненням до теорії фізіономіки, зображаючи різні емоційні стани, риси характеру, темпераменту, різні форми патології тощо.